# Портильо Кабрера, Альфонсо
Альфонсо Антонио Портильо Кабрера (исп. Alfonso Antonio Portillo Cabrera; род. 24 сентября 1951) — гватемальский политик, президент страны с 2000 по 2004 год.

## Биография
Родился в городе Сакапа. Получил образование в Мексике. Позже получил степень магистра социальных наук в Автономном университете Герреро и степень доктора в Национальном автономном университете Мехико.
В конце 1970-х годов был членом левой организации коренного населения под названием Гватемальское национальное революционное единство. В течение 1980-х годов преподавал политологию в университете Чилпансинго. В те времена Портильо застрелил двух студентов. Впоследствии он утверждал, что сделал это в целях самозащиты.
В 1989 году вернулся в Гватемалу и вступил в ряды Социал-демократической партии, которая пришла на смену Революционной партии за год до того. Затем он перешёл к Гватемальской христианско-демократической партии. В 1992 году он получил пост директора Гватемальского института социальных и политических наук, эту должность он занимал до 1994 года. За год до этого он стал генеральным секретарем своей политической партии и был избран в Конгресс.
В апреле 1995 года Портильо вместе с семью другими членами Христианских демократов оставил партию. 20 июля того же года он вступил в ряды Гватемальского республиканского фронта. Лидер партии, Эфраин Риос Монтт, в то время был председателем Конгресса. Когда последний был лишён депутатского мандата (из-за того, что ранее он взял власть путём государственного переворота), партию возглавил Портильо.
В июле 1998 года партия избрала Портильо кандидатом в президенты на выборах, которые должны были состояться в следующем году. Во время предвыборной кампании он обещал стойко бороться с коррупцией, защищать индейцев и бедных крестьян. Также он обещал навести порядок с проблемой роста уровня преступности, которая наблюдалась во время президентства Арса. Во время кампании снова был поднят вопрос об убийствах студентов в мексиканском университете. Портильо настаивал, что это был акт самообороны. 26 декабря 2003 года он победил в президентской гонке.
В день инаугурации Портильо заявил, что Гватемала находится «на грани коллапса» и пообещал провести тщательное расследование случаев коррупции в высших органах власти. 9 августа 2000 года в своей речи он заявил, что правительства предыдущих двух десятилетий злоупотребляли пренебрежением правами человека и гражданина. Однако правительство, сформированное Портильо, уже за короткое время оказалось несостоятельным преодолеть коррупцию и победить политическую мафию в стране. В течение 2001 года администрация президента столкнулась с непрерывными волнами протестов, подорвала доверие к правительству. Гватемальский республиканский фронт обвинили в отмывании денег, переводе средств на имя военных чиновников, создании банковских счетов в Панаме, Мексике и США.
На выборах 2003 года Республиканский фронт потерпел поражение, а новым президентом стал Оскар Бергер.
Сразу после завершения президентского срока Портильо бежал в Мексику. Его обвинили в незаконном переводе средств (15 миллионов долларов) для гватемальского оборонного ведомства. После длительного процесса министр иностранных дел Мексики позволил провести экстрадицию Портильо в Гватемалу 30 октября 2006 года. Фактически экстрадиция состоялась только 7 октября 2008 года.
В мае 2007 года Портильо подал иск к Центральноамериканскому арбитражному суду в Никарагуа с целью восстановления членства в Центральном парламенте (таким образом он хотел получить иммунитет и не допустить своего привлечения к уголовной ответственности).
9 мая 2011 года с Портильо и его соратников были сняты все обвинения, поскольку, по мнению суда гватемальская прокуратура не смогла предоставить достаточно доказательств вины бывшего президента. Представители прокуратуры заявили, что не согласны с решением суда и собираются его обжаловать.
26 августа того же года Конституционный суд принял решение о выдаче Портильо Соединённым Штатам. Он должен был стать первым президентом Гватемалы, который появился бы перед правосудием США по обвинению в отмывании денег через американские банки.
18 марта 2014 года бывший президент Портильо признал себя виновным во время слушаний в федеральном суде Южного округа Нью-Йорка. Ему грозит максимальный срок заключения на 20 лет и 500 миллионов долларов штрафа.